# Willi Cahn
Willi Hanns Cahn (* 9. Mai 1889 in Hagen; † 29. Februar 1960 in Tucson, Arizona, USA; auch: William H. Carr) war ein deutsch-US-amerikanischer Architekt. Zwischen 1921 und 1935 realisierte Cahn in Frankfurt am Main zahlreiche Bauprojekte. Nach seiner Flucht über die Schweiz und London kam er 1941 nach Tucson, wo er im Büro des schweizerisch-amerikanischen Architekten Josias Thomas Joesler arbeitete, bevor er sich selbstständig machte.

## Ausbildung
Geboren wurde Willi Cahn am 9. Mai 1889 als jüngstes von drei Kindern des Privatlehrers Baruch Cahn und dessen Ehefrau Hedwig in Hagen in Westfalen. Von April 1898 bis März 1907 besuchte er das dortige Realgymnasium und arbeitete im Anschluss daran von April bis Oktober als Volontär beim städtischen Hochbauamt in Hagen. Von 1907 bis 1911 studierte Cahn sieben Semester Architektur an der Technischen Hochschule Darmstadt, wo er im Oktober 1909 die Vorprüfung und am 19. Juli 1911 die Diplom-Hauptprüfung für das Hochbaufach bestand. Noch mit offiziellem Wohnsitz in seinem Geburtsort gemeldet, heiratete er am 10. Januar 1913 in Darmstadt die dort am 23. Februar 1890 geborene Regina Martha Salomon. Aus der Ehe, die am 6. Juli 1929 geschieden wurde, ging ein Sohn hervor: Hanns Werner Cahn (* 22. Dezember 1915).

## Willi Cahn in Frankfurt
Laut den städtischen Meldekarten bzw. den Hausstandsbüchern in Frankfurt wurde Cahn am 25. Oktober 1920 in Darmstadt abgemeldet und zog mit Frau und Kind nach Frankfurt in das Haus Rheinstraße 23 und von dort am 2. Mai 1924 in das Haus Kettenhofweg 98, während seine Familie an der Rheinstraße blieb. Ab dem 10. Juli 1931 wohnte er im Haus Grillparzerstraße 5, von wo er am 19. November 1935 laut Hausstandsbuch mit unbekanntem Ziel verzog; tatsächlich aber siedelte er nach London über (s. u.). Seinen Betriebssitz als Architekt mit drei Angestellten hatte Cahn zwischen 1925 und 1935 im Gebäude Börsenstraße 2–4.
Laut Thomas Zeller hat Cahn zwischen 1921 (damals noch in der Architektengemeinschaft Stich und Cahn) und 1935 mindestens 19 Bauprojekte ausgeführt, bei denen es sich um Villen, Einfamilienhäuser, Reihenhäuser und Mehrfamilienhäuser sowie um Geschäftshäuser handelte. Hinzu kommt noch sein wichtigstes Gebäude, nämlich das Geschäfts- und Sendegebäude der Südwestdeutschen Rundfunk AG von 1929/1930. Auffällig ist, dass Cahn in den frühen 1920er Jahren vorwiegend in der Tradition der Frankfurter Bürgerhäuser des 19. Jahrhunderts baute, also mit Natursteinsockel, Putzfassade, Natursteingewänden an Türen und Fenstern und dem mit Schiefer gedeckten Steildach.

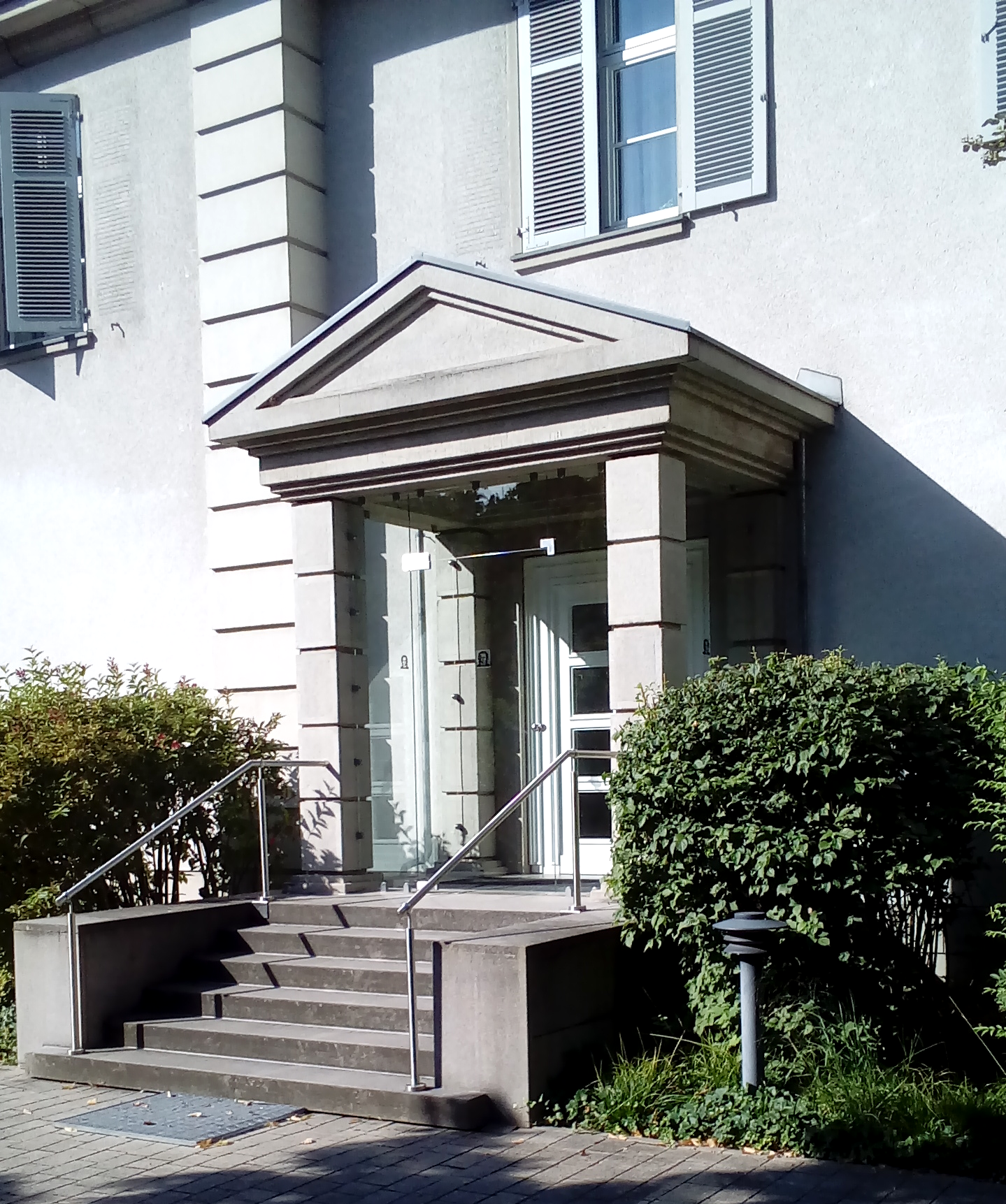
Villa Cahn in Frankfurt-Bockenheim
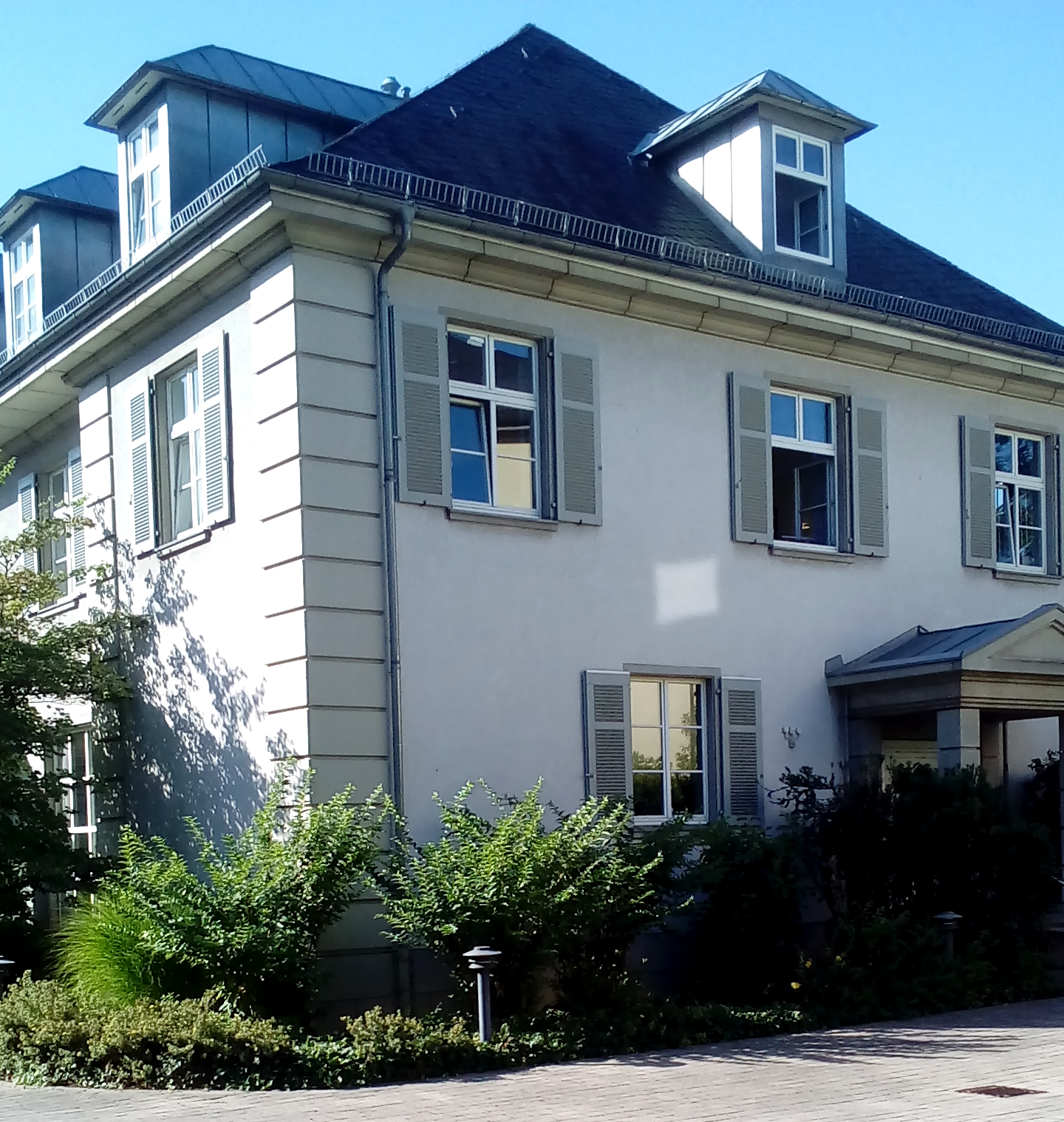
Villa Cahn in Frankfurt-Bockenheim

Die noch heute als Gästehaus der Johann-Wolfgang-Goethe-Universität genutzte Villa Cahn, Frauenlobstraße 1 im Frankfurter Stadtteil Bockenheim, von 1928/1929 ist dafür ein gutes Beispiel. So finden sich denn auch in seinem 1928 veröffentlichten Werkschau-Band (vgl. Literatur) vorwiegend Fotos eben jener Bürgerhäuser; seine beiden wichtigsten Gebäude für das „Neue Frankfurt“, nämlich das Sendegebäude an der Eschersheimer Landstraße, das heute von der Hochschule für Musik und Darstellende Kunst (HfMDK) genutzt wird, und das „Haus Malakoff“ (Onkel-Jordan-Haus, Liebfrauenstraße 1–3 / Bleidenstraße), sind darin allerdings schon als Zeichnungen enthalten.

## Das Sendegebäude des Südwestdeutschen Rundfunks und andere Gebäude
Das 4.000 m² große Rundfunk- bzw. Sendegebäude der Südwestdeutscher Rundfunk AG, Eschersheimer Landstraße 29–33 in Frankfurt am Main (Baubeginn 1929, Inbetriebnahme am 15. Dezember 1930; nur leicht verändert erhalten), gehört inzwischen zum Komplex der Hochschule für Musik und Darstellende Kunst (HfMDK). Das von außen streng funktionalistisch und kubisch wirkende Gebäude bot durch seinen trapezförmigen Grundriss für seine Zeit völlig neue klangtechnische Lösungen an. Der Hauseingang, ursprünglich durch ein auf fünf Stützen ruhendes Vordach betont, wurde im Rahmen des Neubaus der Musikhochschule, als es um eine bauliche Verbindung vom Alt- zum Neubau ging, Anfang der 1990er Jahre geopfert. Der große Sendesaal selbst im Inneren des Gebäudes weist eine Länge von 27 m, eine durchschnittliche Breite von 17 m und eine Höhe von 10 m auf, wobei sich an der Kopfseite die Orgel und darunter schalldichte Regiezellen sowie an der gegenüberliegenden Seite eine Empore befinden. Neben dem Hauptsaal enthält das Gebäude noch zwei kleinere Sendesäle mit einer Regiezelle bzw. einem Harmonium für kammermusikalische Aufführungen, diverse Orchesterräume, eine Bibliothek, eine Kantine sowie Räume für weitere technische Einrichtungen. Bei der Ausführung hat man im gesamten Haus auf modernste Technik gesetzt. Um Außengeräusche fernzuhalten, wurden Doppelfenster und Doppeltüren eingebaut, und da während der Aufnahmen weder Fenster noch Türen geöffnet werden durften, wurde eine komplexe Heizungs- und Entlüftungsanlage eingebaut. Der große Sendesaal selbst weist heute noch viel an originaler Innenausstattung auf. Auffällig ist das große, bunte Ornamentfenster gegenüber dem Saaleingang wie auch im oberen Bereich die Wandvertäfelung aus Nussbaumholz.
Siehe auch Hauptartikel: Geschäfts- und Sendegebäude der Südwestdeutschen Rundfunk AG

Geschäftshaus Malakoff

Neben dem Rundfunkhaus gab und gibt es in Frankfurt noch weitere von Cahn gestaltete Gebäude. Zuerst zu nennen wäre hier das „Haus Malakoff“ gegenüber der Liebfrauenkirche, das im Frühjahr 1928 eröffnet wurde und den Zweiten Weltkrieg vergleichsweise unbeschadet überstanden hat. Ursprünglich standen an dieser Stelle, nach dem 1855 durchgeführten Durchbruch der Liebfrauenstraße in Richtung Süden zum Liebfrauenberg, auf der West- und Ostseite dieser Straßenverbindung mehrere Häuser, die zwischen 1855 und 1858 von Rudolf Heinrich Burnitz, dem Sohn des Architekten Rudolf Burnitz, im Stil des Historismus entworfen worden waren. Nach dem Abriss des westlichen Gebäudes 1927/1928 gestaltete Cahn hier einen Neubau, der noch in Anlehnung an das wehrhafte Äußere des Vorgängerbaus „Haus Malakoff“ genannt wurde, heute aber auch als Schuhhaus „Onkel Jordan“ bekannt ist. Die Verkleidung bestand aus holländischen Klinkersteinen und war ganz dem Backsteinexpressionismus der 1920er Jahre verpflichtet – tatsächlich könnte man meinen, Martin Elsaesser hätte bei der Gestaltung der Fassade mitgeholfen. Besonders auffällig sind bei dem Gebäude die senkrecht angelegten markanten Vorsprünge in der Fassade zwischen dem ersten und dem dritten Stockwerk (Lisenen), die es vergleichsweise schlank erscheinen lassen. Versehen war das fünfgeschossige Haus ursprünglich mit dem Schriftzug Nobel, und auf alten Aufnahmen sind in den Schaufenstern Bekleidungspuppen zu sehen, was darauf schließen lässt, dass es sich hier um den Vorläufer des späteren Herrenausstatters Nobel auf der Frankfurter Zeil handelt, der 1990 in Konkurs ging.
Ein weiteres Projekt Cahns war 1927/1928 der Umbau und vor allem die Innenausstattung des Kaufhauses Gustav Carsch & Co. („Das Haus für vornehme Herren- und Knabenkleidung, Sport- und Livree-Kleidung + Herren-Mode-Artikel“), Zeil 121 / Liebfrauenstraße. Fotos zeigen, dass in der ebenerdigen Schauhalle der gleiche Travertin verwendet wurde wie später auch im Rundfunkgebäude. Sämtliche Balkone und Gesimse des ursprünglichen Hauses wurden entfernt und die Fassade ganz im Stil der Zeit geglättet und mit Art-déco-Elementen versehen. 1936 wurde das Einzelhandelsunternehmen Gustav  Carsch & Co. – wie viele andere Kaufhäuser auch – „arisiert“; seine beiden Frankfurter Geschäfte – neben dem auf der Zeil noch eines in Frankfurt-Höchst – wurden zu einem vertraglich vereinbarten Kaufpreis von 700.000 Reichsmark an die eigens zu diesem Zweck gegründete Ott & Heinemann KG der Kaufleute Hans Ott und Erich Heinemann verkauft.
Ein weiteres herausragendes Beispiel dafür, wie Cahn die Formensprache der Neuen Bauens umsetzte, ist das 1929 entstandene, weitgehend im Originalzustand erhaltene, dreigeschossige und mit einem Flachdach versehene ehemalige Internat der Julius und Amelie Flersheim- und Sichel-Stiftung, Ebersheimer Straße 5, das heute als privates Wohnhaus genutzt wird.

## Flucht aus Frankfurt in die Schweiz, nach London und in die USA
Im August 1935 wurde Cahn von der Reichskulturkammer die weitere Ausübung seines Berufs als Architekt untersagt und die Berechtigung aberkannt, den akademischen Grad Diplom-Ingenieur zu führen. In diesem Zusammenhang fand am 22. Oktober eine Betriebsprüfung statt, in der festgestellt wurde, dass Cahn zwischen 1925 und 1935 seinen Umsatz und sein Einkommen „nicht in zutreffender Höhe der Besteuerung unterworfen hatte“. Konkret zum Vorwurf wurde ihm gemacht, dass er von Unternehmen gewährte Rabatte in Höhe von 10 % bei der Steuer nicht angegeben hat: „Die Rabattgewährung ging derart von sich, dass von den Firmen 2 Rechnungen mit verschieden hohen Rechnungsbeträgen ausgestellt wurden. Die Rechnung mit dem höheren Rechnungsbetrag erhielt der Kunde, die Rechnung mit dem niedrigeren Rechnungsbetrag der Beschuldigte. Dieser niedrigere Rechnungsbetrag erschien auch in den Büchern der Firma.“ Insgesamt soll es sich dabei um 18.709,00 Reichsmark gehandelt haben. Cahn wiederum bestritt „hartnäckig“, dass ihm jemals irgendwelche Architektenrabatte zugeflossen seien; der Strafbescheid (heute Strafbefehl) vom 27. November 1937 hingegen führt mehrere Zeugen ins Feld sowie die Tatsache, „dass der Beschuldigte bei Vornahme der B-Prüfung sich trotz seiner Anwesenheit hat verleugnen lassen. Hätte er, wie er angibt, ein reines Gewissen gehabt, so hätte er das Ergebnis der Prüfung nicht zu fürchten brauchen… (Er) ist am gleichen Tag in die Schweiz abgereist und nicht wieder zurückgekehrt. Das läßt keinen anderen Schluß zu, als den dass er seine steuerlichen Verhältnisse bisher vorsätzlich nicht zutreffend offen gelegt hat.“
Ein „zusätzlicher Strafbescheid“ wurde zwei Jahre später, am 5. August 1939, erlassen. Hier ging es um die Nichtversteuerung von Honoraren bei der Erklärung der Umsatzsteuer und der Einkommensteuer, die Cahn für seine Tätigkeit am Landhaus der Frau von Opel (Mörfelder Landstraße 277) zwischen 1931 und 1933 erhalten hatte. In beiden Fällen sind die eigentlichen Prozessakten verschwunden. Nur drei Monate nach Erlass des zweiten Strafbescheids mit Beschluss vom 8. November 1939 wurden ohne Angabe von Gründen beide Verfahren eingestellt. Wie lange Cahn sich in der Schweiz aufhielt und wann er nach Großbritannien weiterreiste, lässt sich nicht mehr feststellen; in dem erwähnten Strafbescheid von 1937 wird bereits London als Wohnort angegeben. In einem Schreiben vom 16. August 1939 von Cahns Sekretär T. Barker an Cahns deutschen Anwalt Siegfried Popper in Frankfurt verwahrt sich Barker in Cahns Namen gegen jede weitere Kontaktaufnahme von deutscher Seite aus: „Mr. Cahn has (…) told me to destroy any letters coming from his banks or in any way concerning his former property. (…) As I take it you had intended doing something on Mr. Cahn´s behalf, I thought it fairer, to inform you, before you waste any time and energy. Mr. Cahn is on a job in the North for the time being, but anyhow my instructions are definite and final.“ Zu diesem Zeitpunkt lebte und arbeitete Cahn als Mitglied des Royal Institute of British Architects bereits seit einigen Jahren in Großbritannien unter der Adresse Ladbroke Square 5, London W. L.

## Leben und Wirken unter neuem Namen in Tucson, Arizona

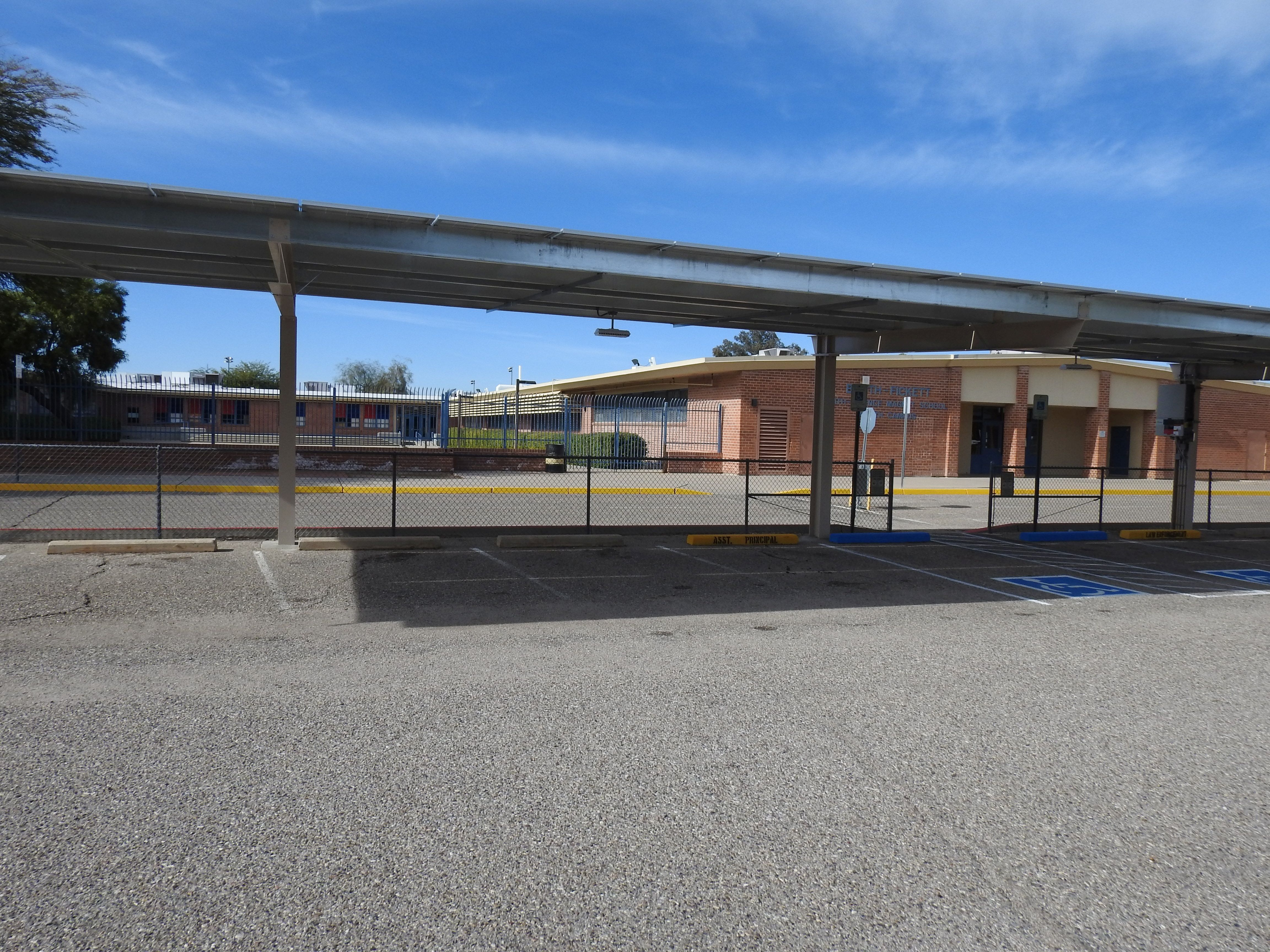
Booth-Fickett School

1940 – laut dem Deutschen Reichsanzeiger / Preußischen Staatsanzeiger vom 27. Mai 1940 war Cahn inzwischen die deutsche Staatsbürgerschaft aberkannt worden – heiratete er in Großbritannien seine zweite Frau Margaret, geb. Bartmann Hahn, eine gebürtige Frankfurterin. Mit einem in London ausgestellten Visum verließen die Cahns Großbritannien und emigrierten in die USA, wo sie im August 1941 ankamen und sich in Tucson, Arizona, niederließen. Ein Musterungsbescheid vom 26. April 1942 an Willy (sic!) Hanns Cahn, wohnhaft 1015 N. Martin Ave. in Tucson weist als Arbeitgeber einen Mr. Joelser aus. Offenbar handelt es sich hier um einen Schreibfehler: Gemeint ist der schweizerisch-amerikanische Architekt Josias Thomas Joesler. Mit der Konstruktion, Planung und Ausführung unzähliger Gebäude im Tucson Style gilt Joesler als der wichtigste Architekt der Stadt in der ersten Hälfte des 20. Jahrhunderts.
Wie die Verbindung von Cahn zu Joesler zustande kam, lässt sich wohl nicht mehr feststellen; dass Joesler Cahn stark beeinflusst hat, steht aber außer Frage. Deutlich wird dies bereits bei Cahns erstem Projekt, dem 1946 südlich von Tucson errichteten Campo Bello Subdivision-Siedlungsgebiet mit großflächigen Wohnhäusern im traditionellen Hacienda-Stil. Fast als einen Rückgriff auf das Neue Bauen und seine Frankfurter Zeit hingegen lässt sich sein nächstes Projekt interpretieren, nämlich das Country Club Plaza Lush Shopping Center in der Innenstadt von Tucson, ebenfalls von 1946. Wegen mangelnder Rentabilität wurde das Gebäude 2014 abgerissen, ebenso wie das im gleichen Jahr errichtete zweite Einkaufszentrum, das Park Avenue Shops Building. Eine eindeutige Reminiszenz an das von ihm 1929 errichtete Sendegebäude des Südwestdeutschen Rundfunks in Frankfurt stellt das 1948 erbaute Tucson Musicians Building dar, weisen beide Gebäude doch einen ähnlichen gestuften Grundriss auf.
In einem Beitrag des Arizona Daily Star vom 2. Oktober 1947 wird als Architekt für die Werkstatt, die Tankstelle und das Bürogebäude der Tanner Motor Tours (nahe der Driscoll Street zwischen Pennington und Alameda, 2000 abgerissen) W. H. Carr genannt, was bedeutet, dass Cahn aus uns nicht näher bekannten Gründen bereits 1947 seinen Namen von Willi Hanns Cahn in William H. Carr geändert hat. Unter diesem Namen wurde er auch Mitglied des Arizona Chapter of the American Institute of Architects. Eine Namensänderung war in den USA in den 1940er Jahren ein schlichter Verwaltungsvorgang, der in der Regel nicht mehr erforderte als ein persönliches Erscheinen vor dem örtlichen Richter.
Zwar errichtete Carr auch einige wenige ausgesprochen großzügige Ranch Houses für Bürger aus Tucson, konzentrierte sich jedoch schon bald auf öffentliche Gebäude. 1950 entwarf er Pueblo Gardens, eine Siedlung im Süden der Stadt mit Parks, Kirchen und einem Shopping Center; ausgeführt wurde jedoch nur die heute noch genutzte Pueblo Gardens School. Weitere von ihm errichtete Schulen sind die Sewell / Lizzie Brown Elementary School (1953/1954) mit ihren für die damalige Zeit typischen Beschattungselementen (am Bau waren mehrere Architekten beteiligt, u. a. auch Josias Joesler), die Ann E. Rogers Elementary School (1955) sowie die Booth Fickett Junior High School (1959/1960). Zu nennen sind ferner noch die Fire Station No. 3 von 1953 – inzwischen Bestandteil der Sunshine Mile, eine Ansammlung historisch wertvoller Gebäude in der Innenstadt von Tucson –, die Himmel Park Library (1959) sowie die Grace Episcopal Church (1953). Hinzu kommen noch Tankstellen, Arztpraxen, ein Bankgebäude sowie weitere öffentliche Gebäude wie das Arizona College of Commerce oder das Social Security Office Bureau of Old Age and Survivors Insurance (1950), von denen viele allerdings inzwischen abgerissen sind bzw. überbaut wurden.
Wie etwa Fritz Nathan, der nach seiner Flucht nach New York dort weiter als gesuchter Architekt arbeitete, oder auch Eugen Kaufmann, der unter dem Namen Eugene Charles Kent nach der Emigration in London sein eigenes Architekturbüro unterhielt, gelang es auch Carr sehr schnell, in seiner neuen Heimat Fuß zu fassen. Grundlage seines Erfolgs war die Anpassung an den geografischen, den lokalen, vor allem aber an den kulturellen Kontext und die Berücksichtigung der für ihn neuen architektonischen Parameter, ohne die eigene stilistische Identität zu verleugnen. Im Tucson der 1950er Jahre bedeutete dies, dass zum einen nicht in die Höhe, sondern in die Breite gebaut wurde, und dass zum zweiten traditionelle spanisch-mexikanische Stilelemente berücksichtigt wurden, wie dies Joesler schon vor dem Zweiten Weltkrieg vorgegeben hat. So sind z. B. nahezu sämtliche öffentlichen Gebäude Carrs mit der ortsüblichen Ziegelfassade verkleidet.
Willi Hanns Cahn bzw. William H. Carr starb am 29. Februar 1960 in Tucson.

## Projekte in Frankfurt am Main (Auswahl)
- 1927–1928: Geschäftshaus „Haus Malakoff“, Liebfrauenstraße 1–3 (im Zweiten Weltkrieg beschädigt, 1948 durch Georg Scotti wiederaufgebaut)
- 1927–1929: Umbauten am Geschäftshaus der Fa. Gebrüder Hoff, Zeil 121
- 1928–1929: Villa Cahn, Frauenlobstraße 1 (erhalten)
- 1929: Internat der Julius und Amelie Flersheim-Stiftung, Ebersheimer Straße 5 (erhalten)
- 1929–1930: Geschäfts- und Sendegebäude der Südwestdeutscher Rundfunk AG, Eschersheimer Landstraße 29–33 (erhalten)[4]
- 1931: Umbauten am Landhaus von Opel, Mörfelder Landstraße 277 (in den 1990er Jahren abgerissen)

## Projekte in Tucson (Auswahl)

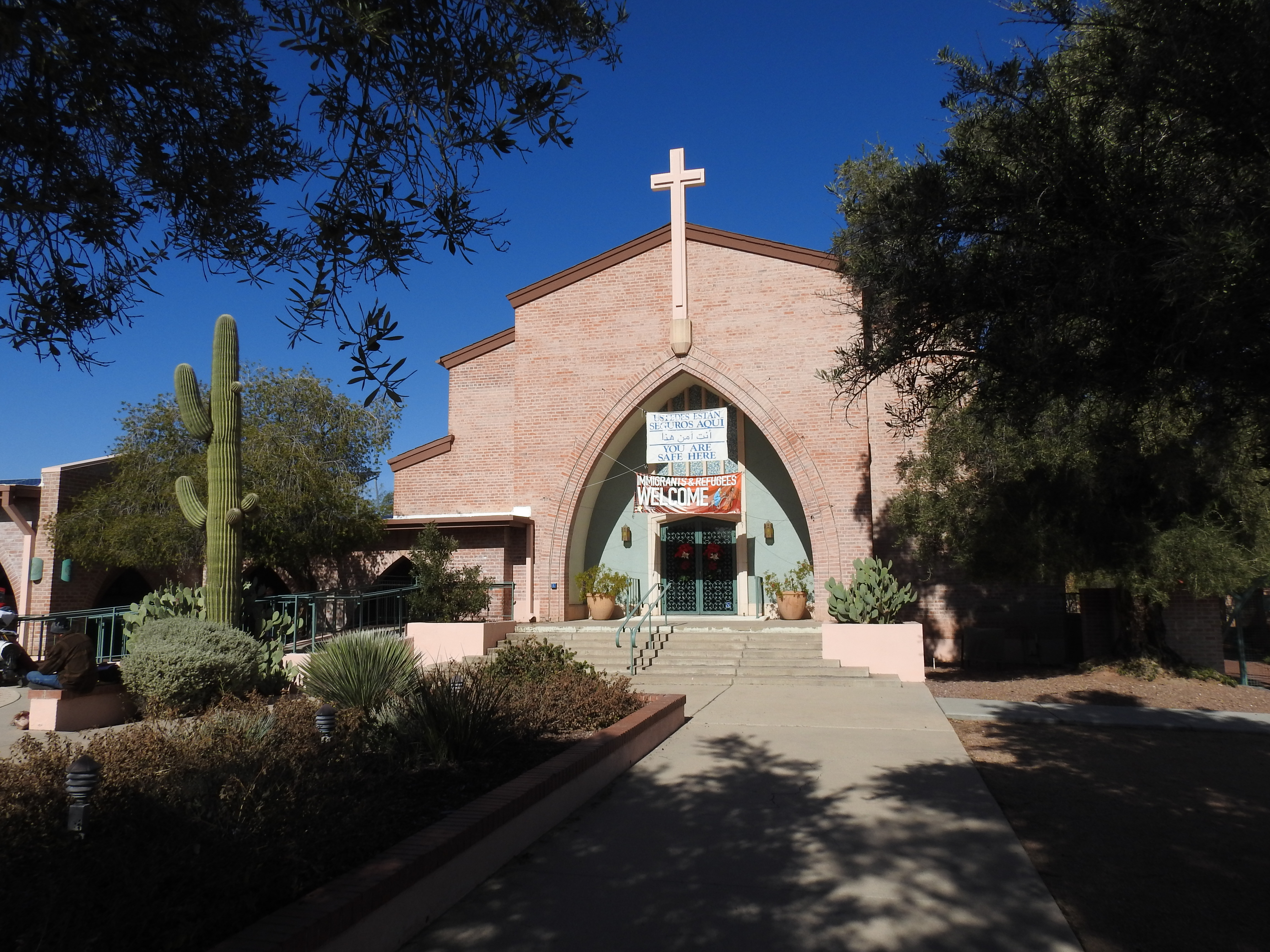
Grace Episcopal Church

- 1946: Country Club Plaza, 2744 East Broadway Boulevard (abgerissen)
- 1946: Park Avenue Shops, Park Avenue and Speedway Boulevard (abgerissen)
- 1948: Tucson Musicians Building, 620 South 6th Avenue (erhalten)
- 1950–1953: Pueblo Gardens School, 2210 East 33rd Street (erhalten)
- 1950–1958: Grace Episcopal Church, 2331 East Adams Street (erhalten)
- 1957: Arizona Savings and Loan Association Branch, 3427 E. Speedway (abgerissen)
- 1959: Himmel Branch Library, 1035 North Treat Avenue (erhalten)
- 1959–1960: Booth-Fickett School, 450 South Montego Avenue (erhalten)